# Mausolée de la Lutte et du Martyre
Le Mausolée de la Lutte et du Martyre (polonais : Mauzoleum Walki i Męczeństwa) est un musée à Varsovie, en Pologne. C'est une partie du Musée de l'Indépendance. Le musée présente les conditions dans lesquelles les patriotes polonais et les combattants de la résistance étaient emprisonnés par l'Allemagne nazie durant la Seconde Guerre mondiale.
Le musée est situé sur l'Avenue Szucha, dans le bâtiment du Ministère des Croyances Religieuses et de l'Éducation Publique d'avant-guerre (aujourd'hui Ministère de l'Éducation Nationale). Au commencement de la Seconde Guerre mondiale, les Nazis s'emparèrent du bâtiment et le transformèrent en quartier général des forces de police de Sicherheitspolizei et de Sicherheitsdienst. La rue tout entière était interdite d'accès aux Polonais. Dans le sous-sol du bâtiment, les Nazis avaient installé des cellules grossières. Les prisonniers qui s'y trouvaient étaient en général des personnes qui venaient de se faire arrêter ou d'être transférées depuis la prison Pawiak. Les prisonniers étaient soumis à des interrogatoires brutaux, durant lesquels ils étaient torturés et gravement battus. Ce traitement n'excluait aucun prisonnier, même les femmes enceintes étaient battues et torturées. Les prisonniers gravaient souvent des phrases sur leur mauvais traitement sur les murs de la prison. Beaucoup de ces inscriptions avaient aussi un caractère personnel, patriotique ou religieux. Dans les années 1960 une recherche fut diligentée, et plus de 1000 textes récupérés. Le plus célèbre d'entre eux est le suivant :
Il est facile de parler de la Pologne.

Il est plus difficile de travailler pour elle.

Encore plus difficile de mourir pour elle.

Et le plus difficile est de souffrir pour elle.
Beaucoup de prisonniers furent tués au cours de leurs interrogatoires ou bien mouraient des suites de leurs blessures. Pendant l'Insurrection de Varsovie, les Allemands ont perpétré des exécutions de masse sur des milliers de Polonais dans les zones environnantes. Leurs cadavres furent brûlés plus tard dans les bâtiments voisins. L'étendue de ces tueries est énorme, la quantité de cendres humaines retrouvée dans les sous-sols après la guerre pesait 5 578,5 kg.
Après la guerre, les habitants de Varsovie ont considéré cet endroit comme un cimetière, y apportant souvent des fleurs et des bougies. En juillet 1946, le gouvernement polonais a décidé de désigner ce site comme un endroit de martyre, un testament dédié à la souffrance et à l'héroïsme des Polonais. On décida de laisser les cellules intactes et de les changer en musée. Celui-ci a été ouvert le 18 avril 1952. Les couloirs, quatre cellules de groupes et dix cellules individuelles ont été préservées dans leur état originel. D'après les descriptions des témoignages de prisonniers, une pièce d'un officier de la Gestapo a été reproduite. Les plusieurs tonnes de cendres humaines ont été déplacées dans le Cimetière des Insurgés de Varsovie.
Les visiteurs doivent être âgés d'au moins 14 ans.